# Mathias Müller von Blumencron
Mathias Müller von Blumencron (født 23. juli 1960 i Hamburg) er en tysk journalist og er, sammen med Georg Mascolo, chefredaktør for det tyske tidsskrift Der Spiegel.